# Balder (manzana)
Balder es una variedad cultivar de manzano (Malus domestica).
Criado en 1950 por el horticultor Dr. T. Visser en IVT, Wageningen, Países Bajos. Las frutas son dulces, crujientes y jugosas con un sabor muy parecido a 'James Grieve'. Su óptimo de cultivo se encuentra en USDA Hardiness Zones mínima de 5 a máxima de 8.

## Historia
'Balder' es una variedad de manzana, obtención en 1950 por el horticultor Dr. A.A. Schaap en el "Instituut voor de Veredeling van Tuinbouwgewassen" IVT, Wageningen (Países Bajos), cruzando 'James Grieve' progenitor Parental-Madre con el polen de 'Irish Peach'  como Parental-Padre).
'Balder' se cultiva en la National Fruit Collection con el número de accesión: 1966-044 y Accession name: Balder.

## Características
'Balder' tiene un tiempo de floración que comienza a partir del 7 de mayo con el 10% de floración, para el 12 de mayo tiene una floración completa (80%), y para el 19 de mayo tiene un 90% de caída de pétalos.
'Balder' tiene una talla de fruto mediano; forma globoso-cónica, ligeramente aplanado, forma irregular con un mamelón lateral pronunciado, con una altura promedio de 56.25mm y una anchura promedio de 66.88mm; con nervaduras medias corona media; epidermis con color de fondo amarillo, importancia del sobre color medio lavado, con color del sobre color rojo oscuro, con distribución del sobre color rubor lavado/rayado roto, presentando chapa de rubores lavados de rojos y rayas rotas, acusa punteado abundante pequeños, importancia del ruginoso-"russeting" (pardeamiento áspero superficial que presentan algunas variedades) débil; pedúnculo corto, de calibre robusto y se encuentra en una cavidad peduncular media, y con ruginoso en las paredes, y con importancia del "russeting" en la cavidad peduncular débil; cáliz con la anchura de la cavidad calicina estrecha, profundidad de la cavidad calicina profunda, con forma de embudo, presenta un ligero fruncido de la piel en el interior de la cav. calicina; ojo medio, semicerrado; sépalos largos, puntiagudos y vueltos hacia fuera desde por debajo de su mitad; carne es de color blanco cremoso, son dulces, crujientes y jugosas con un sabor muy parecido a 'James Grieve'.
Su tiempo de recogida de cosecha se inicia a principios de septiembre. Se mantiene dos meses en una habitación fría regular, hasta seis meses en almacenamiento en atmósfera controlada. El sabor madura después de aproximadamente un mes en almacenamiento.

## Usos
Desarrollado como una manzana fresca para comer, pero también es una buena opción para los pasteles en cuanto al sabor, aunque las rebanadas tienden a volverse frágiles. Hace una maravillosa salsa de manzana.

## Ploidismo
Diploide. Auto estéril, para los cultivos es necesario un polinizador compatible. Grupo D Día 12.